# Hort
Hort là một thị trấn thuộc hạt Heves, Hungary. Thị trấn này có diện tích 43,09 km², dân số năm 2010 là 3776 người, mật độ 88 người/km².